# Demodex equi
Demodex equi är en spindeldjursart som beskrevs av Louis-Joseph Alcide Railliet 1893. Demodex equi ingår i släktet Demodex och familjen Demodecidae. Inga underarter finns listade i Catalogue of Life.